# مسعود محبی
مسعود محبی (زادهٔ ۲۱ اسفند ۱۳۸۳) بازیکن فوتبال اهل ایران است که در پست مدافع میانی برای باشگاه فوتبال خیبر خرم‌آباد در لیگ برتر خلیج فارس بازی‌ می کند.
وی برادر کوچکتر محمد محبی، وینگر سابق استقلال و فعلی روستوف است.